# Shinkansen Serie E3
Lo Shinkansen Serie E3 è un elettrotreno giapponese per linee veloci (Shinkansen), è in servizio dal 1997.

## Storia
Il design del treno fu curato da Kenji Ekuan, mentre la sua realizzazione fu affidata a un consorzio costituito da Kawasaki Heavy Industries e Tokyu Car Corporation. Entrò in servizio nel 1997 in concomitanza con l'apertura dell'Akita Shinkansen (su cui la velocità è limitata a 130 km/h), mentre attualmente è utilizzato sulle linee Tōhoku Shinkansen (dove può raggiungere la sua velocità massima), Akita Shinkansen e Yamagata Shinkansen.